# Oracle Application Development Framework
Oracle Application Development Framework(Oracle ADFまたは単にADF)とは、Oracle社が提供するアプリケーション開発用のJavaフレームワークである。
ADFは視覚的・宣言的なアプローチでJava EE開発を支援するフレームワークである。

## サポートする技術
MVCモデルに基づくADFのサポートする技術は以下の通り。

### Model
- EJBs
- Webサービス - SOAP, REST
- TopLink - EclipseLink
- Javabeans
- Plain Old Java Object - シンプルなJavaクラス
- ADFビジネスコンポーネント（エンティティオブジェクト、ビューオブジェクト）
- ポートレット
- CSVやXMLファイル

### Controller
- JavaServer Faces (JSF)
- ADFタスクフロー - ADFにおけるプロセスフロー
- Struts

### View
- Swing
- JavaServer Pages (JSP)
- JavaServer Faces (JSF)
- ADF Faces - JSFのOracle実装[1]
- Facelets
- ADFモバイルブラウザ - Apache Trinidadベース
- Excel

Oracleの無料統合開発環境である、JDeveloperを用いて、ADFアプリケーションのグラフィカルな作成・管理を行うことができる。
また、Oracle Enterprise Pack for Eclipseには、EclipseベースのADF用開発ツールが用意されている。
開発者は、作成したADFアプリケーションを、Java EE準拠のWebコンテナにデプロイできる。
中でも、Oracle WebLogic ServerおよびIBM WebSphereは公式にサポートされている。無料のEssentials版のユーザーは、GlassFishでアプリケーションのサポートを購入できる。

### モバイルアプリケーション開発
モバイルアプリケーションフレームワーク(MAF) は、Oracle社によるモバイルアプリケーション開発のための戦略的方向性をもつ。 これは、以前はOracle ADF Mobileとして知られていた製品のブランド変更となる。 名称変更はMAFとADFとを区別するための戦略的決定であった。
また、MAFは、iOSとAndroidの両方で単一のソースとネイティブアプリケーションによる開発を可能にする、モバイル開発用のハイブリッドフレームワークである。 モバイルアプリケーション内のロジックのコーディングはJava言語で行われ、UIレイヤーは、HTML5ベースのユーザーインターフェイスを生成するコンポーネントセット（AMX）で開発することができるうえ、Oracle MAFは、ローカルHTML5ページに対し、他のサーバーから生成されたリモートHTMLコンテンツを組み込むことができる。
Oracle MAFには、ADFタスクフローの概念に基づくコントローラ・レイヤーと、UIをサービスに簡単にバインドするためのADFバインディング・ソリューションが含まれている。 Oracle MAFは、GPS、連絡先、SMSなどのデバイス機能との相互作用をサポートしている。

## 参照
- JDeveloper
- Eclipse
- Spring framework